# NUR-15

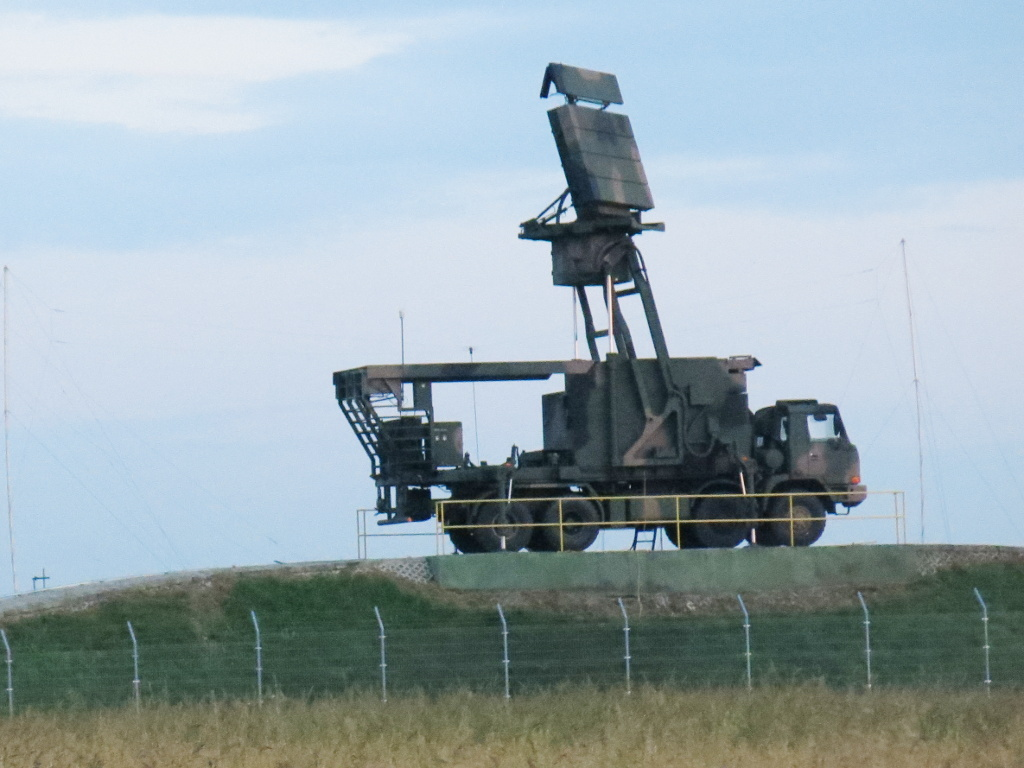
Stacja radiolokacyjna NUR-15M na stanowisku

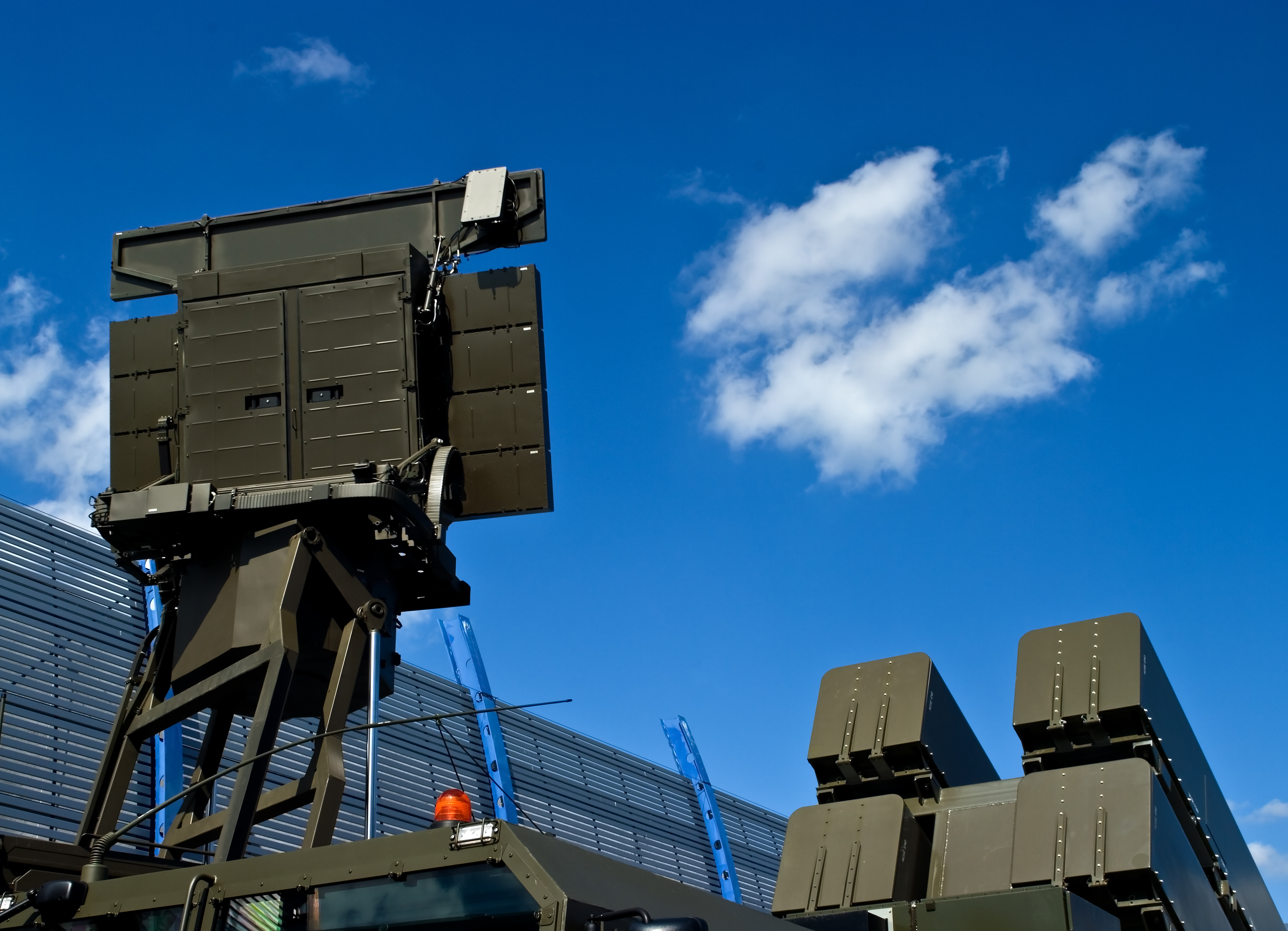
Stacja radiolokacyjna NUR-15C podczas targów MSPO w 2011 roku

NUR-15 (oznaczenie producenta TRS-15 Odra) – trójwspółrzędny mobilny radar średniego zasięgu, z wyposażeniem zobrazowania 3D instalowany w zestawie pojazdów: Tatra 815 8×8, przewożący antenę systemu, Tatra 6×6 przewożący klimatyzowaną kabinę operatorską. W nowszych wersjach systemu nośnikiem jest ciężarówka z rodziny Jelcz 882 w układzie 8×8.

## Opis techniczny
Stacja radiolokacyjna NUR-15/15M Odra jest mobilnym, trójwspółrzędnym radarem średniego zasięgu pracującym w paśmie S, zainstalowanym na podwoziu Tatry 815, lub w nowych wariantach na ciężarówce Jelcz 882 w układzie 8×8. Stacja jest przeznaczona do wykrywania obiektów powietrznych w obserwowanej przestrzeni, określenia ich współrzędnych (azymut, odległość, wysokość), śledzenia automatycznego tras obiektów, a także identyfikacji „swój-obcy”. Radar dysponuje również systemem przetwarzania informacji o źródłach emisji zakłóceń uzyskanej z namiarów własnych i stacji współpracujących. Zasięg śledzenia stacji wynosi około 240 km. Pułap wykrywania to około 30 km. Prędkość obrotowa jej anteny wynosi od 6 do 12 obr./min. Moc wyjściowa stacji wynosi 180 kW. Radary tego typu zapewniają wypełnienie luk w pokryciu radiolokacyjnym obszaru chronionego przez radary dalekiego zasięgu NUR-12 i RAT-31DL, a w przypadku ich zniszczenia mogą pełnić rolę podstawowego źródła informacji o sytuacji powietrznej.
Skuteczne działanie radaru w środowisku zakłóceń aktywnych i pasywnych realizowane jest przy użyciu szeregu zaawansowanych metod, w tym m.in. adaptacyjnej mapy zakłóceń, automatycznego monitorowania zakłóceń czy wyboru częstotliwości najmniej zakłócanej.
Spełniająca wymagania ISO sześciometrowa kabina operatorska mieści dwa stanowiska kontroli oraz chroniony system komunikacyjny. Radar został opracowany przez polski Przemysłowy Instytut Telekomunikacji (PIT) (współcześnie PIT-RADWAR SA), który odpowiedzialny był za opracowanie hardware'u systemu oraz polskie ministerstwo obrony odpowiedzialne za dostarczenie większości oprogramowania systemu.

## Skład zestawu
Zestaw stacji radiolokacyjnej NUR-15  składa się z dwóch jednostek jezdnych:
- JBR-15-4 – Bezobsługowa Jednostka Radiolokacyjna (jednostka antenowo-nadawczo-odbiorcza wyposażona w aparaturę obróbkową i system IFF)[1],
- RSW-15-4 – Ruchome Stanowiska Wskaźnikowe (jednostka wskaźnikowa wyposażona w dwa stanowiska operacyjne (SOP1 i SOP2)[1].

Dodatkowo stacja NUR-15M posiada dwa zespoły prądotwórcze ZPO 65 TDEZ, każdy zamontowany na przyczepie jednoosiowej oraz ma  możliwość współpracy z konsolą zdalnego sterowania KZS-15 (konsola posiada zdolność sterowania do 16 kpl. radarów).

## Warianty

### TRS-15M
Podstawowa wersja lądowa przeznaczona do wykrywania celów powietrznych w odległości około 240 km i wysokości około 30 km. Stacja zainstalowana jest na podwoziu Tatry 815 w układzie 8×8, lub w nowych wariantach Jelcza 882 także w układzie 8×8.

### TRS-15C Odra C
Wersja przeznaczona do wykrywania celów morskich o zasięgu do 50 km.
Radar wchodzi w skład wyposażenia Nadbrzeżnego Dywizjonu Rakietowego. Antena systemu umieszczona jest na podwoziu samochodu ciężarowego Jelcz P882 D.43 8x8. Obsługa radaru znajduje się w wozie dowodzenia baterii (podwozie Jelcz P662).

## Użytkownicy
- Siły Powietrzne – 17 stacji NUR-15M na wyposażeniu 3. Wrocławskiej Brygady Radiotechnicznej[4][5][1]. 1 stacja NUR-15M na wyposażeniu 3 Batalionu Radiotechnicznego w Sandomierzu.[6][7]
- Marynarka Wojenna – 2 stacje TRS-15C na wyposażeniu Morskiej Jednostki Rakietowej[8][1].

Na podstawie umów z 2006, 2008, 2013, 2018 i 2021 roku zamówiono łącznie 25 stacji NUR-15/NUR-15M Odra dla Sił Powietrznych. Do grudnia 2021 dostarczono 17 radarów. Wszystkie kontrakty mają zostać zrealizowane do 2024 roku.
Zakupem stacji NUR-15 zainteresowane jest czeskie Ministerstwo Obrony Narodowej.